# アレハンデル・カジェンス
アレハンデル・マルティン・マルキーニョ・カジェンス・アシン（スペイン語: Alexander Martín Marquinho Callens Asín、1992年5月4日 - ）は、ペルー・カヤオ出身のサッカー選手。ペルー代表。ポジションはDF。

## クラブ歴
カヤオに生まれ、スポルト・ボーイズの下部組織でサッカーを始めた。2010年4月18日にプロ初出場。6月19日に初得点を記録した。
2011年8月に2年契約でレアル・ソシエダへ加入し、セグンダ・ディビシオンBに属するBチームに割り当てられた。 2014年12月4日にコパ・デル・レイでトップチーム初出場。しかし、トップチームでの出場は他になく、翌年6月6日に放出された。
2015年8月10日に単年契約でセグンダ・ディビシオンのCDヌマンシアへ加入。1月16日には同リーグ初得点を記録した。2017年1月23日に契約解除。
ヌマンシアとの契約を解除した直後にニューヨーク・シティFCへ加入。6月3日に移籍後初得点を記録した。

## 代表歴
U-20代表として2011 南米ユース選手権に出場した。
2013年4月17日に行われたメキシコ代表との親善試合で代表初出場。2014年9月9日のカタール代表との親善試合で代表初得点。コパ・アメリカ2019にも参加し、準優勝したが、彼の出場は無かった。

## 私生活
2018年6月に米国の永住権を取得したことにより、メジャーリーグサッカーの外国籍扱いから外れた。